# RTCA
RTCA (англ. RNA 3'-terminal phosphate cyclase) – білок, який кодується однойменним геном, розташованим у людей на 1-й хромосомі. Довжина поліпептидного ланцюга білка становить 366 амінокислот, а молекулярна маса — 39 337.
| 10         |  | 20         |  | 30         |  | 40         |  | 50         |
| ---------- |  | ---------- |  | ---------- |  | ---------- |  | ---------- |
| MAGPRVEVDG |  | SIMEGGGQIL |  | RVSTALSCLL |  | GLPLRVQKIR |  | AGRSTPGLRP |
| QHLSGLEMIR |  | DLCDGQLEGA |  | EIGSTEITFT |  | PEKIKGGIHT |  | ADTKTAGSVC |
| LLMQVSMPCV |  | LFAASPSELH |  | LKGGTNAEMA |  | PQIDYTVMVF |  | KPIVEKFGFI |
| FNCDIKTRGY |  | YPKGGGEVIV |  | RMSPVKQLNP |  | INLTERGCVT |  | KIYGRAFVAG |
| VLPFKVAKDM |  | AAAAVRCIRK |  | EIRDLYVNIQ |  | PVQEPKDQAF |  | GNGNGIIIIA |
| ETSTGCLFAG |  | SSLGKRGVNA |  | DKVGIEAAEM |  | LLANLRHGGT |  | VDEYLQDQLI |
| VFMALANGVS |  | RIKTGPVTLH |  | TQTAIHFAEQ |  | IAKAKFIVKK |  | SEDEEDAAKD |
| TYIIECQGIG |  | MTNPNL     |  |            |  |            |  |            |

A: Аланін

C: Цистеїн

D: Аспарагінова кислота

E: Глутамінова кислота

F: Фенілаланін

G: Гліцин

H: Гістидин

I: Ізолейцин

K: Лізин

L: Лейцин

M: Метіонін

N: Аспарагін

P: Пролін

Q: Глутамін

R: Аргінін

S: Серин

T: Треонін

V: Валін

Кодований геном білок за функцією належить до лігаз. 
Задіяний у такому біологічному процесі, як альтернативний сплайсинг. 
Білок має сайт для зв'язування з АТФ, нуклеотидами. 
Локалізований у ядрі.